# Chomelia parvifolia
Chomelia parvifolia är en måreväxtart som först beskrevs av Paul Carpenter Standley, och fick sitt nu gällande namn av Rafaël Herman Anna Govaerts. Chomelia parvifolia ingår i släktet Chomelia och familjen måreväxter. Inga underarter finns listade i Catalogue of Life.